# 安亭北站
安亭北站是沪宁城际铁路上的一个车站，位于中华人民共和国上海市嘉定区安亭镇宝安公路以北，新源路收费站以东、京沪铁路及沪通铁路安亭西站以北500米处。
安亭北站在2012年上海直属站冯亮提出的沪宁城际铁路列车停站方案优化中被分为四级站，建议列车停靠密度为90-120分钟一班。至2016年车站每日有11趟列车停靠，日均到发旅客1000余人。

## 车站结构

### 站房

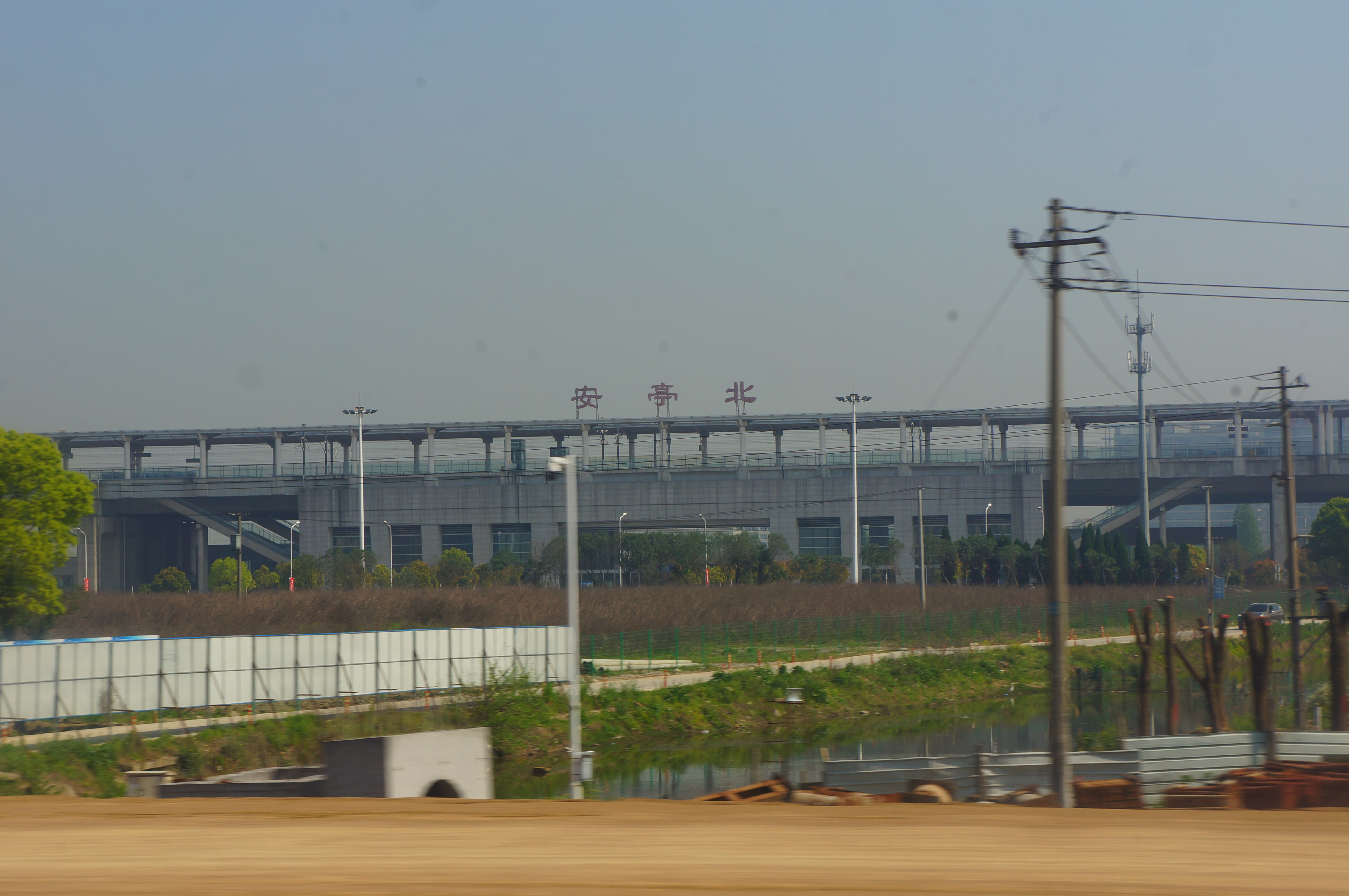
从远处眺望站房

安亭北站为高架车站，建筑长500米、宽50米，共有15组混凝土柱支撑。站厅位于中部，宽100米，采用线下候车结构。
- 站房外侧
- 候车室
- 安检进站口
- 高架支撑柱

### 站线配置

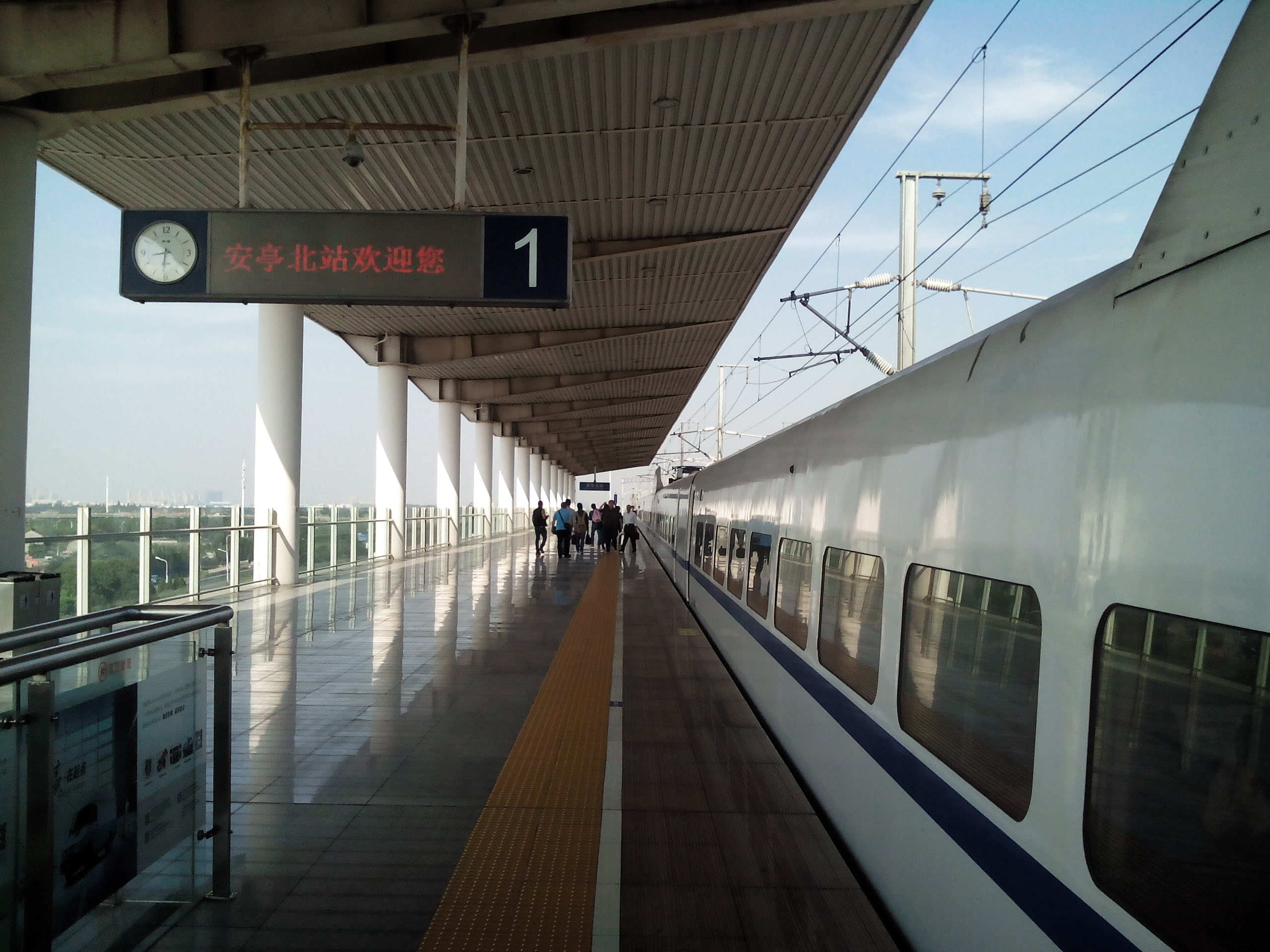
车站1站台

安亭北站站场位于高架上，净空12.22米。车站共设2站台4线，其中正线2条，到发线2条，站台为两个侧式站台。北侧为京沪高速铁路正线。
| 通过线   | 京沪高速铁路下行线                                        |
| 通过线   | 京沪高速铁路上行线                                        |
| 侧式站台 |                                                           |
| 2站台    | 沪宁城际铁路 往上海、上海虹桥方向（南翔北站、上海虹桥站） |
| 通过线   | 沪宁城际铁路下行列车通过线                                |
| 通过线   | 沪宁城际铁路上行列车通过线                                |
| 1站台    | 沪宁城际铁路 往南京方向（花桥站）                         |
| 侧式站台 |                                                           |

## 接驳交通
安亭北站配到设施位于站前广场的东西两侧：西侧设有面积约2900平方米的公交首末站，有嘉定69路（原安菊线）、嘉定116路（原安亭7路）等线路，具体途径的公交线路和起讫站如下：
- 嘉定69路（公交安亭站-公交嘉定北站）
- 嘉定116路（安亭北火车站-黄渡汽车站）
- 嘉定128路（外冈车站-安亭北火车站）
- 昆山C7线[8]（轨道交通光明路站-安亭北站）

此外车站东侧东侧为面积4000平方米的社会停车场，设有45个泊位。由于安亭北站乘客中超过50%的乘客系通过自驾乘车，导致既有停车场设施不敷应用，为此当地政府正计划对接驳设施进行改建。

## 未来发展
未来上海市区的上海站、上海南站均将逐步迁出普速列车，转型为高速铁路车站，其中上海站的普速列车预计将迁至本站，因此本站还将继续扩建。扩建后的安亭西站与安亭北站将合为一体，设普速通过场（即现有安亭西站）、普速到达场附机务段（始发终到列车专用）、市域场（规划市域铁路宝嘉线、嘉青松金线）和高速场（即现有安亭北站）。地铁14号线也将延伸至此，并预留昆山方向线路。

## 周边
- 安亭西站
- 新泾村
- 安亭镇